# Benjamin León
Benjamin León Jr. (né en 1944 à Oriente, Cuba) est un homme d'affaires et philanthrope cubano-américain, connu pour avoir fondé León Medical Centers, une chaîne de cliniques médicales en Floride. En janvier 2025, il est nommé par le président Donald Trump comme conseiller économique au Conseil économique national (National Economic Council) lors de son second mandat, un rôle axé sur les politiques de santé et les petites entreprises.

## Biographie

### Jeunesse et formation
Benjamin León Jr. est né en 1944 dans la province d’Oriente, à Cuba. Sa famille fuit le régime de Fidel Castro en 1960, s’installant à Miami, en Floride. Il étudie à l’Université de Miami, où il développe un intérêt pour les affaires et la santé publique.

### Carrière dans les affaires
En 1970, León fonde León Medical Centers, une entreprise qui fournit des soins de santé primaires à la communauté hispanique de Floride, en particulier aux personnes âgées. L’entreprise connaît une croissance significative, passant à plus de 10 cliniques et servant des dizaines de milliers de patients. En 2011, il vend une participation majoritaire à Humana pour environ 850 millions de dollars, tout en restant impliqué dans la gestion.
Parallèlement, León est un philanthrope actif[réf. nécessaire], soutenant des causes éducatives et culturelles via la Fundación León, qu’il a créée pour préserver l’héritage cubano-américain.

### Rôle politique
Connu pour ses dons aux campagnes républicaines, León a été un fervent soutien de Donald Trump lors des élections de 2016, 2020 et 2024. Le 15 janvier 2025, Trump annonce sa nomination comme conseiller économique au Conseil économique national, mettant en avant son expérience dans le secteur de la santé et son succès entrepreneurial. Cette nomination, qui ne nécessite pas de confirmation par le Sénat, reflète l’accent mis par l’administration sur les entrepreneurs issus des minorités.

### Carrière diplomatique
Le 2 janvier 2025, Donald Trump annonce sur Truth Social sa nomination comme ambassadeur des États-Unis en Espagne, saluant son parcours entrepreneurial et son soutien aux causes républicaines. Cette nomination, qui fait suite à ses dons importants à la campagne de Trump (plus de 3 millions de dollars en 2024), est en attente de confirmation par le Sénat au 13 mars 2025.

## Vie personnelle
Benjamin León Jr. réside à Miami avec sa famille. Il est passionné par les chevaux pur-sang et possède une ferme équestre en Floride. Il est également collectionneur d’art cubain.